# Sociedade Musical Mindense
A Sociedade Musical Mindense, conhecida coloquialmente como Banda de Minde, é uma associação portuguesa da freguesia de Minde, no município de Alcanena. Fundada em 1915, é a associação mais antiga do concelho em que se encontra. É uma organização cujo primário objetivo é cultivar e desenvolver a arte musical, mantendo para esse fim uma banda filarmónica e uma escola de aprendizagem musical.
É uma associação de direito privado de interesse público, tendo sede própria

## História

### Associação predecessora, fundação e primeiros anos
No século XIX, já se tentara constituir, sem grande sucesso, uma banda filarmónica na freguesia da paróquia de Minde, então parte do concelho de Porto de Mós. Esta primeira sociedade, depois dissolvida, viria a ser sucedida pela Sociedade Musical Mindense, fundada a 25 de outubro de 1915 (contestado). A sete de outubro de 1916, uma comissão diretiva constituída por Manoel Constantino Guedes, Francisco Callado da Fonseca, José António Carvalho, Pe. António Manuel Querido, Justino Guedes, Francisco d'Almeida, Venâncio da Silva, Paulo de Sant'Anna e Costa e Manoel Capaz Chavinha, endereçam a vários conterrâneos um documento para que ajudem a custear algumas das despesas da recém-constituída associação filarmónica.

"Reconhecendo, porêm, a necessidade de constituir um fundo certo que habilite às indispensaveis despezas de organisação e vida da sociedade musical, tomam a liberdade de se dirigirem a V. Ex.ª a pedir se digne subscrever com qualquer quantia mensal; pelo que terão muita honra em contar V. Ex.ª no numero dos socios auxiliares benemeritos da suspirada philarmonica de Minde." (sic)— "A Comissão"; Minde, 7 de Outubro de 1916
Alguns documentos referem que terá principiado com um total de vinte e dois executantes, outros sugerem que se terá apresentado já com vinte e seis executantes. 

### Eventos, concursos, prémios e outras participações de grande relevo
Destacou-se com o 1.º Prémio no Concurso de Bandas Civis do Distrito de Santarém de 1950, 1.º Prémio de Bandas de I Categoria do Distrito de Santarém de 1969, ano em que atuou na RTP em contexto do II Grande Concurso Nacional de Bandas de Música Civis, em que ficou em 5.º lugar.
Em 1987, deslocou-se a França, onde realizou vários concertos na zona de Lavelanet, com a colaboração da Secretaria de Estado da Cultura e, em 2016, em comemoração do centenário da Sociedade Musical Mindense, deslocou-se a Cabo Verde.
Atuou cinco vezes na EXPO'98, tendo sido considerada uma das melhores bandas a desfilar no decorrer do evento.
Possui a Medalha de Ouro e Mérito do Concelho de Alcanena.

### Constituição e outras informações
Tem como Maestro João Carlos Chavinha Roque Gameiro, regente da banda desde 9 de março de 2002 e é constituída por cerca de sessenta músicos.
Tem como Presidente da Direção Emídio Fonseca, ex-Presidente da Junta de Freguesia de Minde (PPD/PSD).